# 鎌倉高校前駅
鎌倉高校前駅（かまくらこうこうまええき）は、神奈川県鎌倉市腰越一丁目にある、江ノ島電鉄の駅。駅番号はEN08。
海を見渡せる景色の良い場所にある。1997年には「関東の駅百選」に選ばれた。

## 歴史
- 1903年（明治36年）6月20日：日坂駅（にっさかえき）として開業。
- 1953年（昭和28年）8月20日：鎌倉高校前駅に改称。
- 1997年（平成9年）：関東の駅百選に選出される[1]。選定理由は「ホームから前面いっぱいに『湘南の海』が広がっている駅」[1]。
- 2014年（平成26年）：「江ノ島電鉄」の一部として土木学会選奨土木遺産に選ばれ、銘板の設置場所4ヶ所のうち1ヶ所となる[2][3]。

## 駅構造
単式ホーム1面1線を有する。江ノ島駅管理の終日無人駅である。
藤沢方と鎌倉方に出入口があり、それぞれ、PASMO簡易改札機とタッチ決済・QRコード決済のリーダーが設置されている。
鎌倉方には、券売機とトイレを設置した小さな駅舎がある。ただしトイレは異物による排水管詰まりの発生や施設の破損、破壊が多発していることから2025年7月頃に閉鎖された。
塩害防止のため、自動券売機にはガラス戸が設置され、PASMO簡易改札機にもビニールのカバーが掛けられている。
毎年11月頃からバレンタインまで、ホーム全体をイルミネーションで飾るイベントが行われていたが、コロナ禍より見合わせされている。

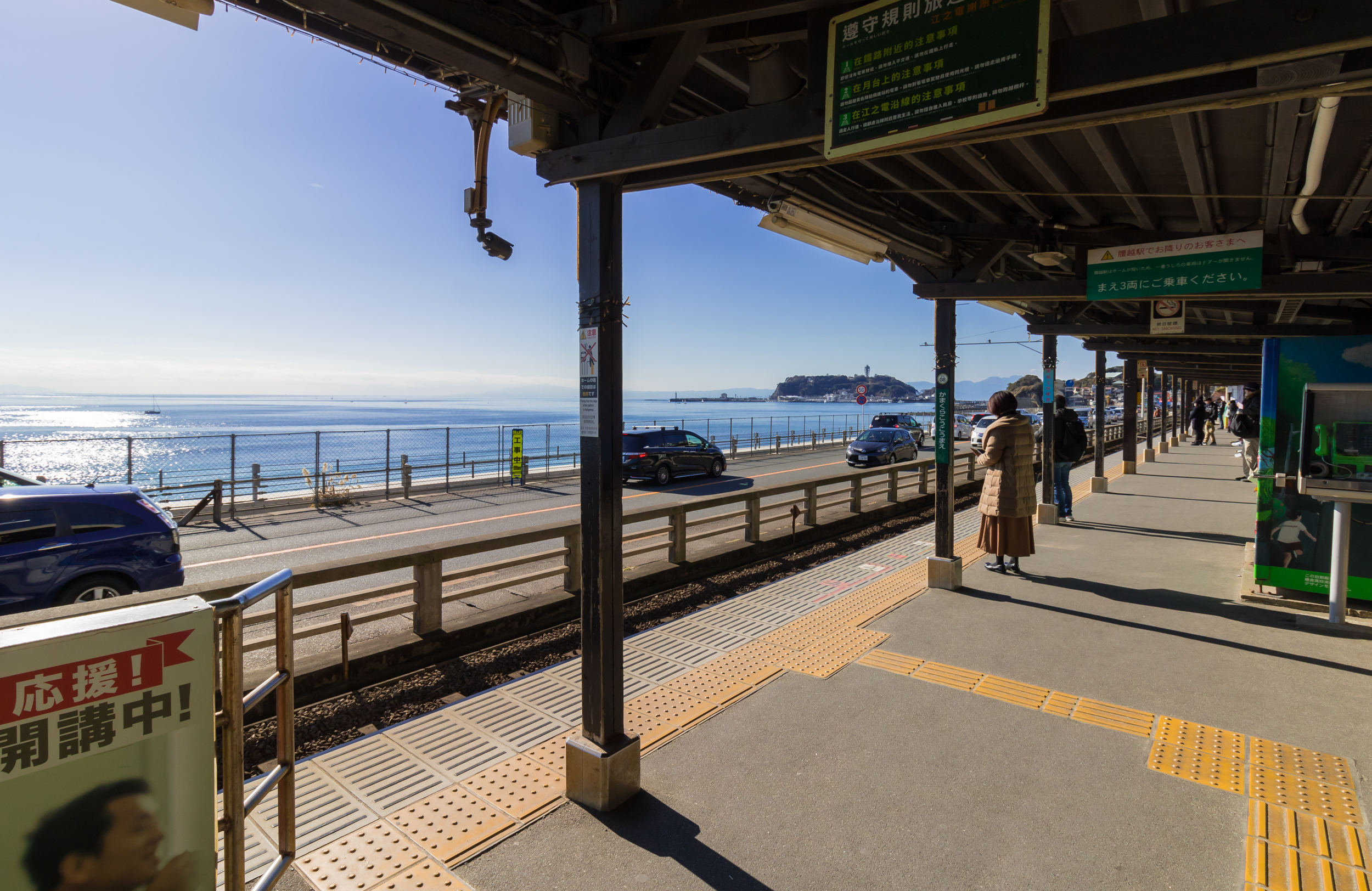
ホーム鎌倉方から藤沢方面を望む（2019年） - 写真中央の島が江の島
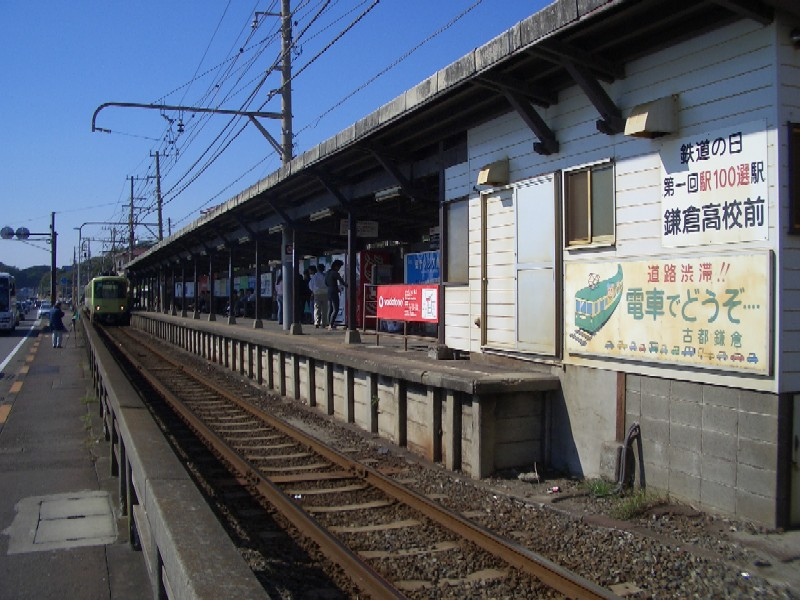
駅傍の国道134号からホームを望む（2004年10月）
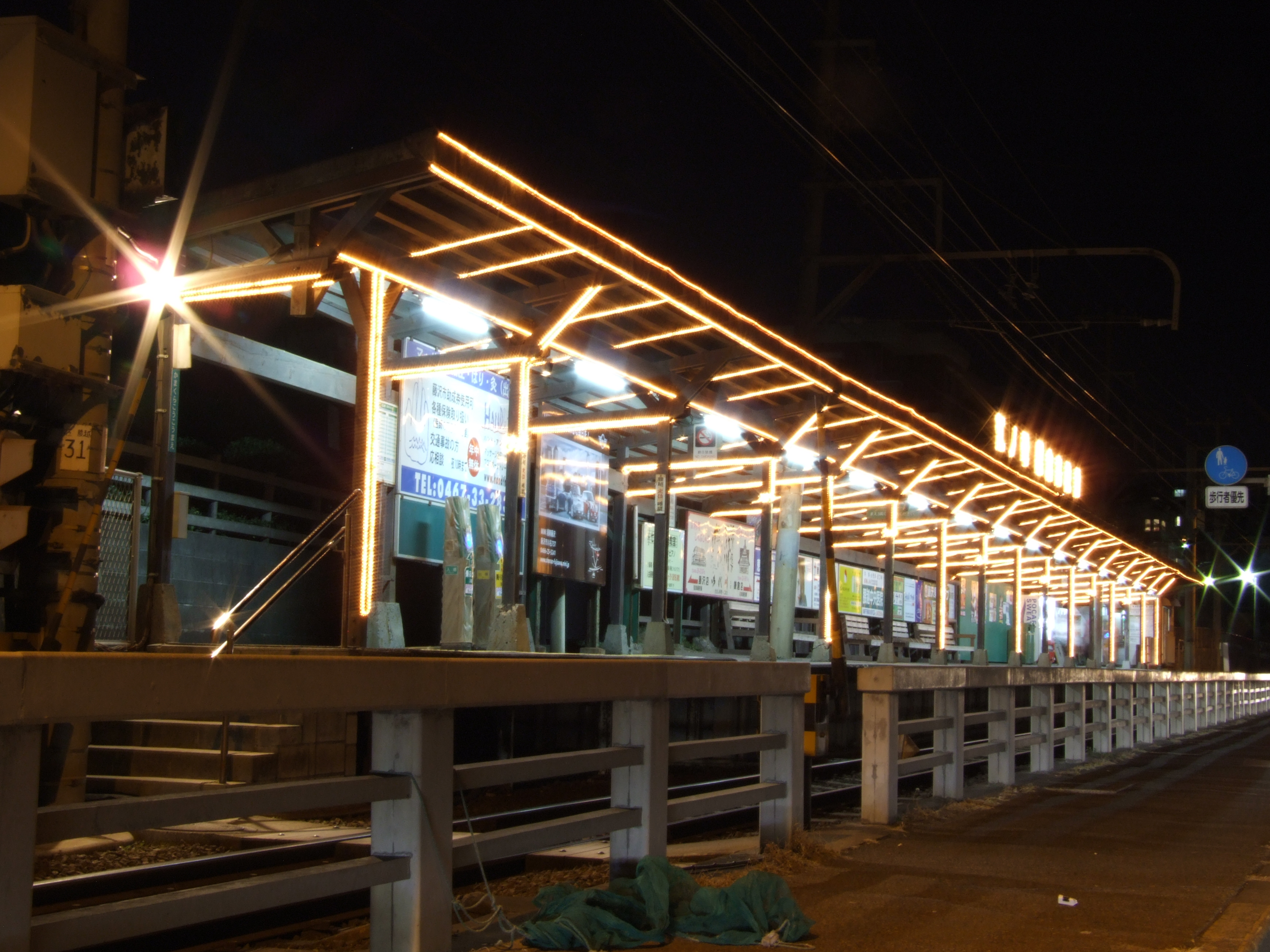
電飾照明の鎌倉高校前駅（2009年1月）

## 利用状況
2019年（令和元年）度の1日平均乗降人員は4,378人であり、江ノ電全15駅中6位。
近年の1日平均乗降・乗車人員推移は下記の通り。
| 年度               | 1日平均 乗降人員 | 1日平均 乗車人員 | 出典     |
| ------------------ | ---------------- | ---------------- | -------- |
| 1995年（平成07年） |                  | 1,580            | [ * 1 ]  |
| 1998年（平成10年） |                  | 1,406            | [ * 2 ]  |
| 1999年（平成11年） |                  | 1,406            | [ * 3 ]  |
| 2000年（平成12年） |                  | 1,319            | [ * 3 ]  |
| 2001年（平成13年） |                  | 1,251            | [ * 4 ]  |
| 2002年（平成14年） |                  | 1,181            | [ * 5 ]  |
| 2003年（平成15年） |                  | 1,120            | [ * 6 ]  |
| 2004年（平成16年） |                  | 1,149            | [ * 7 ]  |
| 2005年（平成17年） |                  | 1,117            | [ * 8 ]  |
| 2006年（平成18年） |                  | 1,096            | [ * 9 ]  |
| 2007年（平成19年） |                  | 1,025            | [ * 10 ] |
| 2008年（平成20年） | 3,143            | 1,042            | [ * 11 ] |
| 2009年（平成21年） |                  | 1,069            | [ * 12 ] |
| 2010年（平成22年） |                  | 1,104            | [ * 13 ] |
| 2011年（平成23年） | 3,117            | 1,098            | [ * 14 ] |
| 2012年（平成24年） | 3,468            | 1,707            | [ * 15 ] |
| 2013年（平成25年） | 3,596            | 1,834            | [ * 16 ] |
| 2014年（平成26年） | 3,618            | 1,847            | [ * 17 ] |
| 2015年（平成27年） | 3,825            | 1,950            | [ * 18 ] |
| 2016年（平成28年） | 3,967            | 2,018            | [ * 19 ] |
| 2017年（平成29年） | 4,058            | 2,080            | [ * 20 ] |
| 2018年（平成30年） | 4,395            | 2,254            | [ * 21 ] |
| 2019年（令和元年） | 4,378            |                  |          |

## 駅周辺

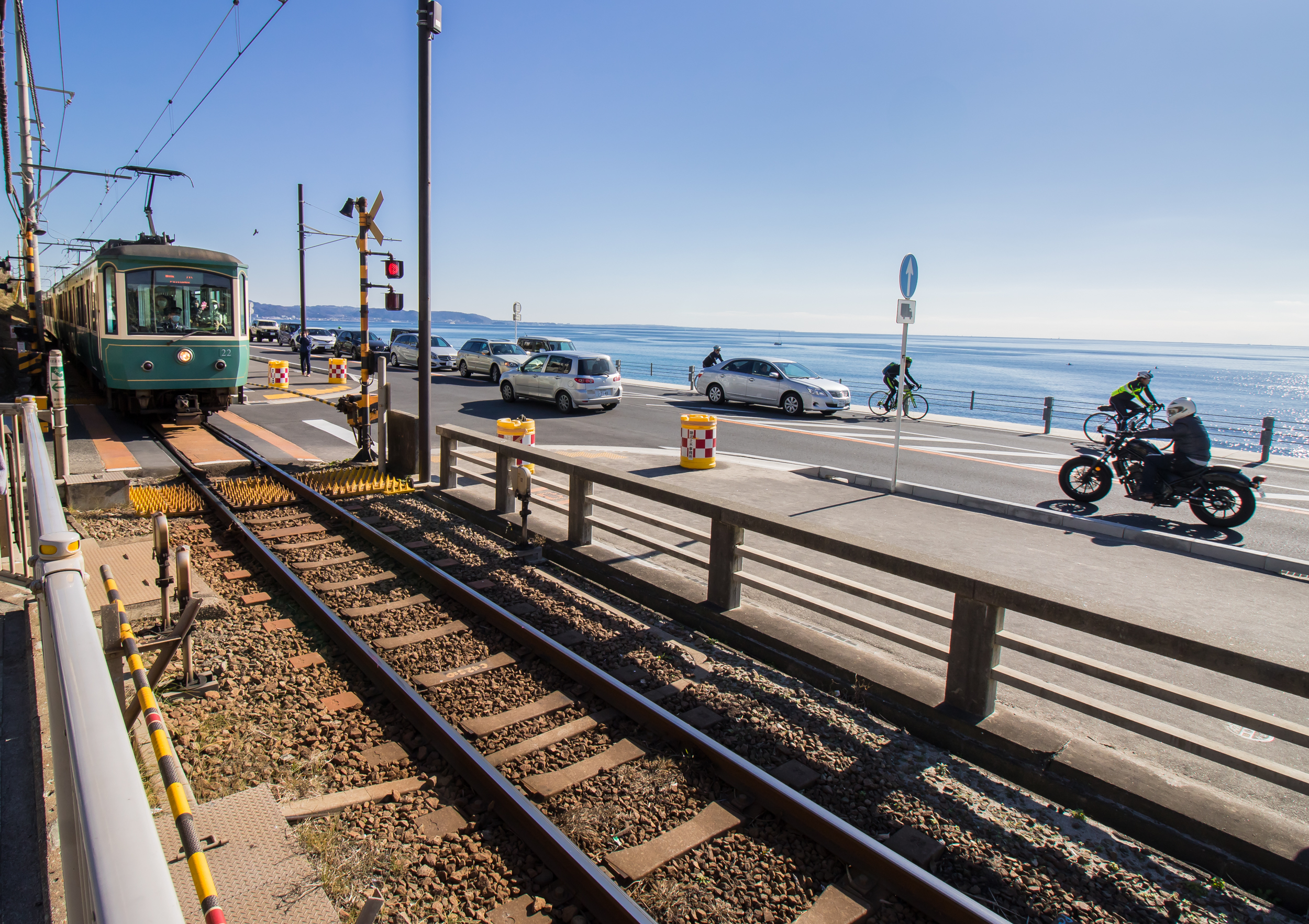
漫画の舞台となるなど観光スポットとなっている駅近くの踏切

駅南側には七里ヶ浜が広がり、晴れた日には富士山や房総半島・伊豆大島が見える。駅周辺はテレビドラマやCMの撮影に頻繁に使われ、東京から日帰りで行き来できる事もあり、「前に海が広がる小さな駅」として数多くの映像作品に登場した。当駅の風景は数々の作品によって広く知られており、人々がイメージする「湘南」の象徴的な光景である。
駅北側は斜面となっており、駅真裏には共同墓地、直近には医療施設がある。坂道を登った先に神奈川県立鎌倉高等学校があり、周辺は閑静な住宅街となっている。薬局などを除けば、周辺に店舗はほとんどないが、数少ない店舗として鈴木病院の駐車場に売店「SUNNY SHOP」があり、食品などを扱っている。病院利用者以外も利用でき、月曜日 - 土曜日（祝日を除く）の10時 - 13時・14時 - 16時30分に営業している。
- 七里ヶ浜
- 神奈川県立鎌倉高等学校
- 国道134号
- 鎌倉高校前1号踏切
- 聖テレジア病院
- 恵風園胃腸科病院
- 腰越独立教会
- 鈴木病院

### バス路線
当駅前を走るバス路線は、2019年に全て廃止となった。

## 当駅周辺を舞台とした作品
アニメ

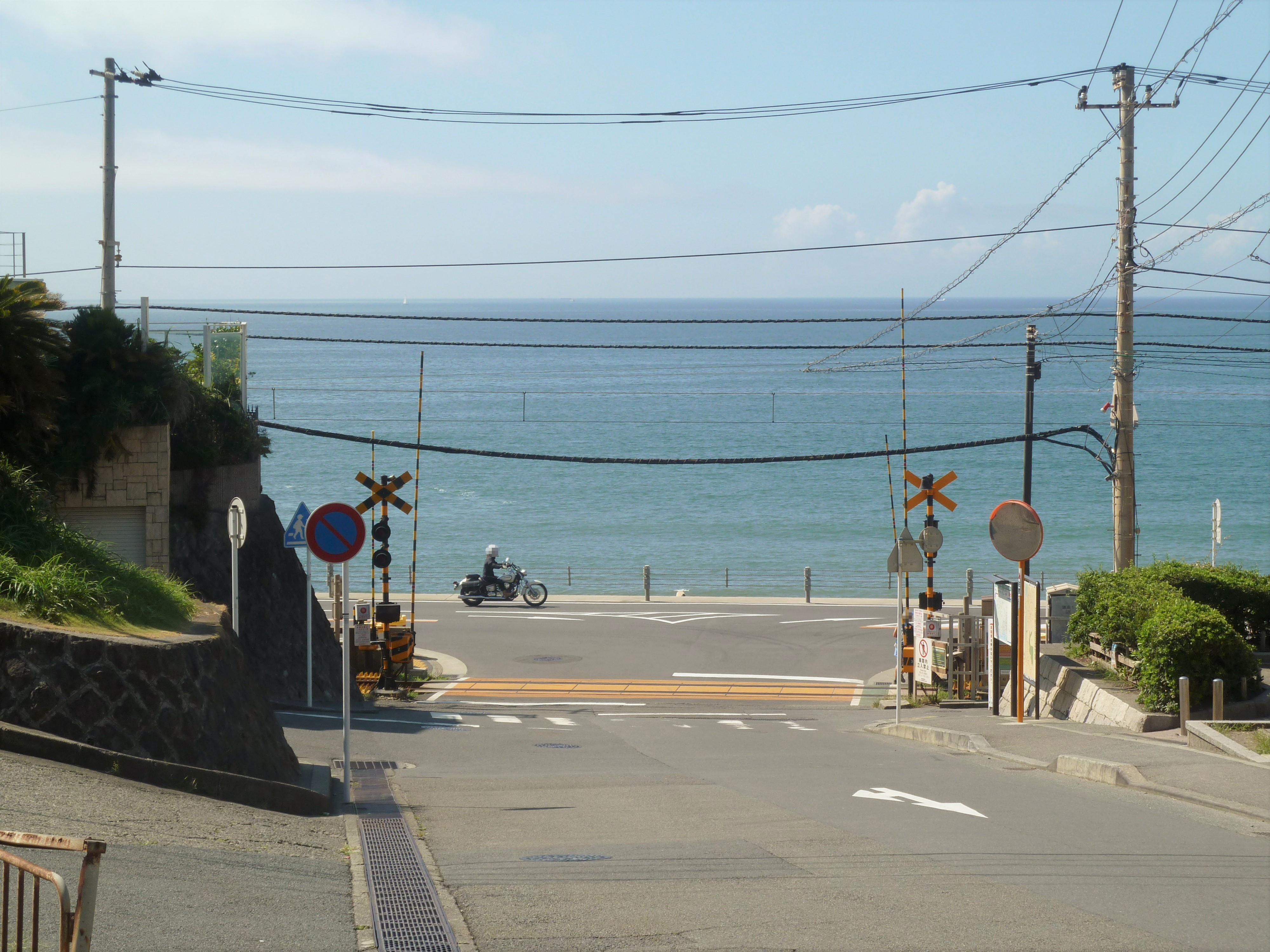
江ノ電・鎌倉高校前1号踏切道

- SLAM DUNK - 鎌倉高校前1号踏切がオープニングに登場[8]。
- 青い花[9]
- TARI TARI[9]
- ハナヤマタ - 鎌倉高校前1号踏切がオープニングに登場。
- ふたりはプリキュア Splash Star
- 亜人ちゃんは語りたい
- ひなこのーと
- きみの声をとどけたい
- 南鎌倉高校女子自転車部
- 青春ブタ野郎はバニーガール先輩の夢を見ない

小説
- 電車で行こう! - 第8巻「走る!湾岸捜査大作戦」に登場。第10巻にも名前のみ登場。

漫画
- SLAM DUNK - 陵南高校前駅として登場。
- まなびや

ゲーム
- Memories Off 2nd
- ホワイトブレス 〜with faint hope〜

映画
- セーラー服 百合族
- 釣りバカ日誌
- 男はつらいよ 拝啓車寅次郎様

テレビドラマ
- 季節はずれの海岸物語
- 烈車戦隊トッキュウジャー - 第11・12話に登場。

音楽
- 楽曲
  - 小川コータ&とまそん「サーフィン鎌高前」 - 「海街電車2」収録。
  - 渡辺大地「鎌倉高校前」 - 「鎌倉高校前〜江ノ電から見える風景〜」収録。
  - ASIAN KUNG-FU GENERATION 「日坂ダウンヒル」 - 「宿縁」収録。
- プロモーションビデオ
  - プリンセス・プリンセス「Diamonds」
  - 岡村靖幸「Dog Days」
  - TUBE「はよつけ鎌倉」
  - ゆず「夏色」
  - every♥ing!「笑顔でサンキュー！」
  - 乃木坂46「地球が丸いなら」
  - JUJU「Hello, Again 〜昔からある場所〜」

## 隣の駅
江ノ島電鉄
 江ノ島電鉄線
腰越駅 (EN07) - 鎌倉高校前駅 (EN08) - （峰ヶ原信号場） - 七里ヶ浜駅 (EN09)

#### 神奈川県県勢要覧
1. ↑  線区別駅別乗車人員（1日平均）の推移 (PDF)  - 28ページ
2. ↑  神奈川県県勢要覧（平成12年度）226ページ
3. 1 2  神奈川県県勢要覧（平成13年度） (PDF)  - 228ページ
4. ↑  神奈川県県勢要覧（平成14年度） (PDF)  - 226ページ
5. ↑  神奈川県県勢要覧（平成15年度） (PDF)  - 226ページ
6. ↑  神奈川県県勢要覧（平成16年度） (PDF)  - 226ページ
7. ↑  神奈川県県勢要覧（平成17年度） (PDF)  - 228ページ
8. ↑  神奈川県県勢要覧（平成18年度） (PDF)  - 228ページ
9. ↑  神奈川県県勢要覧（平成19年度） (PDF)  - 230ページ
10. ↑  神奈川県県勢要覧（平成20年度） (PDF)  - 234ページ
11. ↑  神奈川県県勢要覧（平成21年度） (PDF)  - 244ページ
12. ↑  神奈川県県勢要覧（平成22年度） (PDF)  - 242ページ
13. ↑  神奈川県県勢要覧（平成23年度） (PDF)  - 242ページ
14. ↑  神奈川県県勢要覧（平成24年度） (PDF)  - 238ページ
15. ↑  神奈川県県勢要覧（平成25年度） (PDF)  - 240ページ
16. ↑  神奈川県県勢要覧（平成26年度） (PDF)  - 242ページ
17. ↑  神奈川県県勢要覧（平成27年度） (PDF)  - 242ページ
18. ↑  神奈川県県勢要覧（平成28年度） (PDF)  - 250ページ
19. ↑  神奈川県県勢要覧（平成29年度） (PDF)  - 242ページ
20. ↑  神奈川県県勢要覧（平成30年度） (PDF)  - 226ページ
21. ↑  神奈川県県勢要覧（令和元年度） (PDF)  - 226ページ